# Bismarckturm (Jena)
Der Jenaer Bismarckturm steht auf dem Gipfel des 328 Meter hohen Tatzend. Er wurde 1909 auf Initiative der Jenaer Studenten zu Ehren Bismarcks errichtet und erinnert an den Besuch Bismarcks im Jahr 1892 in Jena.

## Geschichte
Erste Überlegungen zum Bau eines Bismarckturms gab es bereits 1899, offiziell vorgeschlagen wurde der Plan aber erst am 20. Februar 1905. Die Studenten wurden dabei von bekannten Jenaer Bürgern wie dem Zoologen Ernst Haeckel und dem Verleger Gustav Neuenhahn unterstützt. Es bildete sich ein Komitee unter Vorsitz von Oberbürgermeister Gottlob Heinrich Singer. Große Teile der Studentenschaft, aber auch Vereine und Einzelpersonen trugen mit Spenden zu den Baukosten von 43.000 Mark bei. Der Turm wurde vom Architekten Wilhelm Kreis entworfen, der insgesamt für über 50 Bismarcktürme verantwortlich zeichnet. Kreis gewann 1899 mit seinem Entwurf Götterdämmerung einen von der deutschen Studentenschaft ausgerufenen Wettbewerb, bei dem die ideale Verkörperung eines Bismarckturms gefunden werden sollte. Dieser Entwurf wurde insgesamt 47 Mal umgesetzt, darunter auch in den thüringischen Städten Gera und Eisenach. In Jena jedoch entschied sich die Stadt gegen diesen Entwurf und beauftragte Kreis, einen ganz individuellen Turm für Jena zu konzipieren. Ausgeführt wurde der Bau unter Leitung von Stadtbaudirektor Oskar Bandtlow. Die Grundsteinlegung erfolgte am 10. Mai 1906, drei Jahre später am 5. Juli 1909 wurde der Turm eingeweiht. Er ersetzte den Vorgängerbau, eine künstliche Turmruine, die Malakoff genannt wurde. In der DDR wurde der Turm 1953 in „Turm der Jugend“ umbenannt und bekam erst nach der Wende seinen ursprünglichen Namen zurück.

## Architektur
Der Jenaer Bismarckturm ist ein 21 Meter hoher Rundturm aus Kalksteinquadern. Er besteht aus einem Unterbau mit einer Höhe von vier Metern und einem Durchmesser von 14 Metern und dem eigentlichen Turm, der einen Durchmesser von 10,9 Metern aufweist. Der Stil erinnert an das Grabmal Theoderichs des Großen in Ravenna – ein Vorbild, mit dem sich Kreis auch bei dem wenige Jahre später entstandenen Stettiner Bismarckturm auseinandergesetzt hat. Der Unterbau wird von einem Rundgang aus 18 Säulen umschlossen und trägt den Balkon, der als Aussichtsplattform dient. Die insgesamt drei Geschosse werden von einer Kuppel mit Strebepfeilern gekrönt, auf denen steinerne Adler sitzen. Der Pfeilerumgang dient als zweite Aussichtsplattform in 15 Metern Höhe. Die Adler stammen von dem bekannten Jenaer Bildhauer Otto Späte (1852–1925). Auf der Spitze des Turms war eine Feuerschale angebracht, in der zu besonderen Anlässen wie den Bismarckgedenktagen mit Hilfe von Teer und Holz ein Feuer entfacht wurde. Die exponierte Lage des Turms sorgte dafür, dass das Feuer weithin zu sehen war.

## Nutzung
Der Turm war bis 2007 ganzjährig geschlossen und ließ sich nur von außen besichtigen, er befindet sich aber in gutem Zustand. Seit der Wiedervereinigung wurden mehrfach kleine Sanierungsarbeiten vorgenommen, unter anderem wurden in alle Öffnungen Fenster eingesetzt. Der Verein Berggesellschaft Forsthaus e.V. ist jetzt Nutzer des Turmes und öffnet diesen in regelmäßigen Abständen.